# Zełenyj Pod
Zełenyj Pod (ukr. Зелений Под) – wieś na Ukrainie, w obwodzie chersońskim, w rejonie kachowskim, w hromadzie Hornostajiwka. W 2001 liczyła 233 mieszkańców, spośród których 212 wskazało jako ojczysty język ukraiński, a 21 rosyjski.